# 黛安娜·泰拉諾娃
阿提密絲·安潔莉可（義大利語：Artemis Angelico），其藝名為黛安娜·泰拉諾娃（義大利語：Diana Terranova），是一位美國女演員和音樂家。她出演過的知名作品如電影《單身交易》（2001年）、《大明星小跟班》（2010年）及《駱駝蜘蛛》（2011年）。此外，她也客串過災難片《風飛鯊3：麥擱鬧啊！》（2015年）和《風飛鯊4》（2016年）。除了出演電影和電視劇外，她還會身兼模特兒的工作，並時常拍攝辣照。
泰拉諾娃出生於義大利托斯卡尼的薩特尼亞。
她本身喜歡玩弄蟲子、蜘蛛或爬蟲類，並時常拍攝Cosplay照。她目前居住在加利福尼亞州西好萊塢。

## 作品

### 電影
- 1998：《Enjoy》（短片）
- 1999：《親親小妹》
- 1999：《Clerks of Darkness》
- 2000：《鬼精靈5（英语：Leprechaun in the Hood）》
- 2000：《弄假成真》
- 2001：《單身交易（英语：Tomcats (2001 film)）》
- 2001：《Foolish Minds》
- 2002：《心靈推手（英语：Zig Zag (2002 film)）》
- 2002：《金錢強強滾》
- 2002：《漫畫惡棍（英语：Comic Book Villains）》
- 2004：《Out for Blood》
- 2005：《Searching for Bobby D》
- 2005：《緊急迫降（英语：Crash Landing (2005 film)）》
- 2006：《九朵雲（英语：Cloud 9 (2006 film)）》
- 2007：《復仇戰士（英语：Fist of the Warrior）》
- 2007：《Uncle P》
- 2008：《Miss B's Hair Salon》
- 2008：《美國的兒子（英语：American Son (film)）》
- 2008：《地獄騎士（英语：Hell Ride）》
- 2008：《混合宿舍3：破壞性愛規則（英语：One, Two, Many）》
- 2008：《加州旅館（英语：Hotel California (2008 film)）》
- 2008：《憤怒之日（英语：Days of Wrath）》
- 2008：《Bald》
- 2009：《Why Men Go Gay in L.A.》
- 2009：《The Butcher（英语：The Butcher (2009 film)）》
- 2010：《41處男（英语：The 41-Year-Old Virgin Who Knocked Up Sarah Marshall and Felt Superbad About It）》
- 2010：《Inversion》
- 2010：《坐擁憐憫（英语：Sympathy for Delicious）》
- 2010：《樓頂閣樓（英语：The Penthouse (2010 film)）》
- 2010：《The Hills Have Thighs（英语：The Hills Have Thighs）》
- 2010：《巴里·穆迪（英语：Barry Munday）》
- 2010：《大明星小跟班（英语：Get Him to the Greek）》
- 2010：《Prince of Swine》
- 2010：《格斯的屋子（英语：8213: Gacy House）》
- 2010：《我愛熟女》
- 2011：《Stonerville》
- 2011：《好萊塢與酒（英语：Hollywood & Wine）》
- 2012：《愛愛全都錄》
- 2012：《Cholula: The Flavorful Fire》
- 2012：《Lizard Man》
- 2013：《All I Want for Christmas》
- 2016：《導演剪輯版（英语：Director's Cut (film)）》
- 2016：《The Walking Dead in the Hood》[5]
- 2017：《Two Faced》
- 2017：《糞作》
- 2018：《康普頓有蛇》（Snake Outta Compton）
- 2018：《末日警钟》（Minutes to Midnight）
- 2019：《Manipulated》

### 電視
- 1999：《夜行天使》
- 2000：《The Voyeur》（電視短片）
- 2002：《遇見喬丹（英语：Crossing Jordan）》
- 2002：《As If（英语：As If (U.S. TV series)）》
- 2002：《沙灘之子（英语：Son of the Beach）》
- 2002：《衝吧，內華達》
- 2002：《快車道（英语：Fastlane (TV series)）》
- 2003：《條子911（英语：Reno 911!）》
- 2004：《70年代秀》
- 2004：《慾望師奶》
- 2004：《Significant Others（英语：Significant Others (2004 TV series)）》
- 2005：《通緝（英语：Wanted (2005 TV series)）》
- 2005：《臨界點計劃（英语：Threshold (TV series)）》
- 2006：《數字搜查線》
- 2006：《偷天盗影（英语：Heist (TV series)）》
- 2006：《A.I. Assault》（電視電影）
- 2006-2007：《拉斯維加斯》
- 2007：《提姆和埃里克精彩秀，偉大的工作！（英语：Tim and Eric Awesome Show, Great Job!）》
- 2007：《魔咒沙丘（英语：Sands of Oblivion）》（電視電影）
- 2007：《驚悚401號房》
- 2007：《酒吧五傑》
- 2008：《Skip Tracer》
- 2008：《整形春秋》
- 2008：《法蘭克秀（英语：Frank TV）》
- 2008：《X-Treme Biography: Santa》（電視短片）
- 2008-2009：《Smile... You're Under Arrest!（英语：Smile... You're Under Arrest!）》
- 2009：《Star-ving（英语：Star-ving）》
- 2009：《派對狂歡（英语：Party Down）》
- 2009-2014：《加州靡情》
- 2011：《All Signs of Death》（電視電影）
- 2011：《Sexy Wives Sindrome》（電視電影）
- 2011：《駱駝蜘蛛（英语：Camel Spiders (film)）》（電視電影）
- 2012：《龍蛇（英语：Piranhaconda）》（電視電影）
- 2015：《Four Foot Gangsters》
- 2015：《風飛鯊3：麥擱鬧啊！》（電視電影）
- 2015：《無間警探》
- 2016：《風飛鯊4：鯊力覺醒》（電視電影）
- 2017：《成名之路（英语：White Famous）》
- 2018：《火速救援最前線》

## 外部連結
- 黛安娜·泰拉諾娃在互联网电影资料库（IMDb）上的資料（英文）
- 黛安娜·泰拉諾娃的X（前Twitter）
- 黛安娜·泰拉諾娃的Instagram帳戶